# Роберт V (граф Оверни)
Роберт V  (фр. Robert V d'Auvergne; ок.1225 — 11 января 1277) — граф Оверни с 1247 и граф Булони с 1265 года. Сын Гильома X (1195—1247), графа Оверни в 1222—1247 годах. В 1265 года унаследовал Булонь после смерти матери — Аделаиды Брабантской.

## Семья
В 1245 году Роберт V женился на Элеоноре де Баффи (ум. 1285 или позже), даме Амбера и Ливрадуа, дочери Гильома де Баффи и Элеоноры де Форе. Известны шестеро их детей:
- Гильом XI (ум. 1276/1280) — граф Оверни и Булони с 1277 (возможно, умер раньше отца)
- Роберт VI (1255—1314) — граф Оверни и Булони с 1277/1280
- Маго (Матильда), с 1291 жена Этьена III (ум. 1333), сеньора де Сен-Жан.
- Годфруа, погиб в битве при Куртре в 1302 г.
- Ги (ум. 1336), епископ Турне (1301) и Камбре (1324).
- Генрих (умер в детском возрасте).

Не следует путать графа Оверни Роберта V с его полным тёзкой Робертом V (1210—1252), дофином Оверни с 1240 года.